# لويس سانشيز (لاعب كرة قدم مواليد 2000)
لويس سانشيز (بالإسبانية: Luis Francisco Sánchez) هو لاعب كرة قدم كولومبي، ولد في 18 سبتمبر 2000 في كوكوتا في كولومبيا.

## وصلات خارجية
- لويس سانشيز (لاعب كرة قدم مواليد 2000) على موقع قاعدة بيانات كرة القدم.إي يو (الإنجليزية)
- لويس سانشيز (لاعب كرة قدم مواليد 2000) على موقع Soccerway.com (الإنجليزية)
- لويس سانشيز (لاعب كرة قدم مواليد 2000) على موقع عالم كرة القدم.نت (الإنجليزية)